# Оболенский, Иван Николаевич
Ива́н Никола́евич Оболе́нский (1841—1920) — русский учёный-терапевт. Первый заведующий кафедрой госпитальной терапии Харьковского университета. Тайный советник, заслуженный профессор.

## Биография
В 1862 году поступил в Императорскую медико-хирургическую академию в Санкт-Петербурге, где с отличием окончил курс в 1868 году. Ученик профессора Руднева Михаила Матвеевича. В 1869 году стал доктором медицины, в 1870 году приват-доцентом и прозектором по кафедре патологической анатомии. Тогда же командирован за границу для усовершенствования, преимущественно в патологической анатомии, общей патологии и клинической медицине. С 14 мая 1871 года был экстраординарным профессором, с 2 марта 1872 года — ординарным профессором по кафедре общей патологии в Харьковском университете; произведён в чин статского советника (со старшинством с 2 марта 1872 года).
В 1886 году перешёл на кафедру частной патологии и терапии, 28 декабря получил чин действительного статского советника. С 1888 года — ординарный профессор, с 30 мая 1896 года — заслуженный ординарный профессор кафедры терапевтической факультетской клиники. Одновременно член Совета министра народного просвещения. Инициатор создания станции скорой помощи в Харькове в 1909 году.
В чине тайного советника с 1 января 1914 года.
Умер в 1920 году.

## Награды
- Орден Святой Анны 2-й степени (1878)
- Орден Святого Владимира 4-й степени (15.05.1883)
- Орден Святого Владимира 3-й степени (1891)
- Орден Святого Станислава 1-й степени (01.01.1894)
- Орден Святой Анны 1-й степени (01.01.1911)
- Медали в память царствования Императора Александра III и в память 300-летия царствования Дома Романовых

## Публикации
Оболенским опубликовано на русском и немецком языках до 26 самостоятельных работ:
- «О влиянии перерезки семянного нерва на яйцо» («Centralblatt für die med. Wissenschaft», 1867),
- «Папиллома Гайморовой полости в клиническом и патологоанатомическом отношениях» («Медиц. Вестник», 1868),
- «О гнойных формах воспаления мягкой мозговой оболочки у человека и животных» (1868),,
- (нем.) «Ueber das Mucin» («Arch. f. Phisiologie», 1871);
- (нем.) «Ueber d. Mucin ans der Submaxillar Drüse»(ib.),
- «О влиянии желчно-кислых солей на животных и человека» («Журнал» Руднева, 1876),
- «Diabetes insipidus и его лечение» (1884),
- «О вытяжении n. ischiadicus при tabes dors.» («Медицинское Обозрение». — 1885),
- «Каломель при гипертрофическом циррозе» («Медицинское Обозрение». — 1888),
- (нем.) «Nervus vagus und Angina pectoris» («Berlin. Klin. Woch.», 1889; «Врач», 1889),
- «Копайский бальзам, как лечебное средство» («Медицинское Обозрение». — 1890),
- «О невралгиях сифилитического происхождения» («Ученые записки Харьковского Университета». — 1893),
- «О внутрибрюшных сращениях, их патогенез и диагностика» («Медицинское Обозрение». — 1895) и другие.